# منوچهر امینیان

منوچهر امینیان از جمله نوازندگانی بود که در بیشتر فیلم‌های فارسی به عنوان نوازنده در گروه‌های موسیقی فعالیت داشته است. فیلم‌هایی که در آنها حسین خواجه امیری (ایرج) در نقش فردین خوانده است. فیلم‌هایی همچون سالار مردان، چرخ فلک، تک خال، سه‌قاپ، سکه شانس. او در بیش از ۲۰۰ فیلم به عنوان نوازنده فعالیت کرده است.
منوچهر امینیان در سال‌های ۱۳۸۰ در برنامه‌های رادیویی به کارگردانی فضل‌الله توکل مشغول به کار می‌شود و این برنامه تا به امروز در حال انجام است. کار وی در رادیو به صورت پروژه‌ای بود و شاید برای دل خود برنامه اجرا می‌کرد.
وی در سفره خانه‌هایی چون هفت خان تهران پارس، مائلی اوین درکه جهت امرار معاش با فرزند عبدالوهاب شهیدی  اجرای زنده نیز داشت.
وی پیش تر با اشاره به رونقی که موسیقی زنده در مراکز تفریحی داشت گفته بود: «پیش از انقلاب موسیقی در زندگی مردم جاری و ساری بود. هنرمندان می‌توانستند با اجرای زنده در برنامه‌های مختلف درآمد خوبی داشته باشند و اما پس از انقلاب موسیقی از رونق افتاد و بسیاری کار خود را از دست دادند. بسیاری مهاجرت کردند و آنهایی که ماندند خانه نشین شدند.
وی پس از انقلاب برای آنکه بتواند بخشی از درآمدهای خود را تأمین کند به حسابداری در شرکت‌های مختلف پرداخت. همچنین برای مدتی نیز به عنوان بازرس با بنیاد سینمایی فارابی همکاری کرد و اما این نامشخص بودن و ناامنی شغلی تا آخر عمر با این نوازنده همراه بود. امینیان مدتی نیز با اکبر گلپایگانی در برنامه‌های زنده قبل از انقلاب فعالیت داشته است.

## زندگی و شرح حال
منوچهر امینیان متولد سال ۱۳۲۵ شمسی است فرزند اسحاق متولد تهران که از سال ۱۳۳۲ به تشویق ‍پدر و مادر وارد عرصه موسیقی می شود و نوازندگی سنتور را آموزش می بیند. وی هنرمندی است که از سال های دور با برنامه صبح جمعه با شما همکاری کرده و امروز به جمعه ایرانی رسیده است. پدر وی از کارکنان وزارت جهاد کشاورزی ایران بود. فعالیت های قبل از انقلاب او نیز نوازندگی بیش از ۲۰۰ فیلم فارسی بوده است.
وی از سن ۷ سالگی سنتور می نواخت. در دوران تحصیل شاگرد "محسن بی آزار" بود.

## تحصیلات و فعالیت هنری
منوچهر تحصیل خود را در رشته الکترونیک در دانشگاه علم و صنعت ایران ادامه داد. او کم‌کم وارد دنیای نوازندگی حرفه‌ای شد و توانست با خوانندگانی بنام نوازندگی کند از جمله کسانی که منوچهر برای آنها ساز نواخت می‌توان هایده، مهستی، گیتی پاشایی، دلکش، ایرج (خواننده)، جمال وفایی، اکبر گلپایگانی، نعمت‌الله آغاسی را نام برد.

## روایت زندگی
«منوچهر امینیان» در دوران خدمت سربازی خود نیز فعالیت‌های موسیقی خود را ادامه می‌داد و در همان دوران نیز در «رادیو زاهدان» به همراه «ایرج مهدیان» فعالیت می‌کرد. «مهدیان» می‌خواند و «امینیان» نوازندگی سنتور را انجام می‌داد. او می‌گوید: «در تلویزیون نیز با «جمال وفایی» و برای کانال ۳ برنامه اجرا می‌کردیم. این برنامه چهارشنبه هر هفته اجرا می‌شد. در آن برنامه ما ارکستر داشتیم و سرپرستی کار را نیز آقای «حکیمی» برعهده داشت.» 
وقتی «منوچهر امینیان» نوازنده سنتور نوازندگی را حرفه خود قرار داد، گمان نمی‌کرد که دوران سختی در این حرفه داشته باشد. او تنها ۲ دهه توانست با خوانندگان مطرح، در فیلم‌ها، و رادیو و تلویزیون خوش بدرخشد. بعد از سکوت موسیقی در ایران، اوضاع نوازندگان به هم ریخت. نه صنفی وجود داشت تا به کارهای نابسامان نوازندگان برسد و نه اجرای زنده‌ای! تنها صدای جنگ به گوش می‌رسید. حالا امینیان‌های آمده از سال‌های دور که حرفه‌اش نوازندگی است روزگار سختی را می‌گذراند.
منوچهر دربارهٔ بهترین سال‌های فعالیت هنری خود تأکید می‌کند: «محدودیت در کارها دست و پای هنرمند را می‌بندند شاید بهترین دوران کاری زمانی بود که محدودیت‌ها کم بودند.»
او ۲ سال پیش که بازنشسته شده و با ماهی ۱۸۰ هزارتومان مستمری بگیر سازمان تأمین اجتماعی بود. همسرش فرشته بر اثر دیابت ۹ سال پیش فوت می‌کند و دو فرزندش نیز هرکدام زندگی جدیدی تشکیل می‌دهند. حالا امینیان بازنشسته از کار به جای اینکه دوران بازنشستگی شیرینی داشته باشد دوران سختی را می‌گذراند و هنوز هم در سفره خانه‌های سنتی اجرای موسیقی انجام می‌داد.
وی می‌گفت: «به همت آقای شاهرخ شهیدی ۲۰ سال پیش در سفره خانه‌ها مشغول به اجرای برنامه شد و کارهای بیمه‌ام نیز از آن طریق انجام شد. حالا مشکل عمده وی گذراندن شب بود. گاهی اوقات در سفره خانه می‌خوابید. اما بعد در خانه معلم با شبی ۲۰ هزارتومان می‌خوابید. هرچه کار می‌کرد صرف جای خوابش می‌شود و این احوال وی در آن روزها بود.»

## فعالیت در فیلم‌ها
منوچهر در بسیاری از فیلم‌های سینمایی قبل از انقلاب نوازندگی سنتور فیلم را عهده دار بود که حدود ۲۰۰ فیلم را نوازندگی کرد و در فیلم‌هایی مانند روسپی، سالار مردان، چرخ فلک (فیلم) , تک خال، سه قاپ، سکه شانس حضور چشم گیری داشت و نوازندگی کرد.

## فعالیت‌های هنری دیگر
منوچهر غیر از سنتور، آکاردئون را نیز آموخت و در کنار برادرش مهران که از اساتید ضرب و تنبک بودند در بسیاری از جشن‌ها و مهمانی‌ها نوازندگی کرد.

## کنسرت‌های خارج از ایران
منوچهر قبل از انقلاب خدمت سربازی را به اتمام رسانید و پس از آن به همراه هایده جهت چندین کنسرت موسیقی عازم کشورهای فرانسه و اسرائیل شد.

## محل سکونت
منوچهر بیشترین فواصل زندگی خود را در محله پیچ شمیران در منزل اجاره‌ای ساکن بود.

## زندگی در تبعید
بعد از انقلاب متأسفانه در یکی از مهمانی‌ها که همراه جمال وفایی نوازندگی می‌کرد دستگیر شد و به همراه خانواده به بندرعباس تبعید شد که یک سال در بدترین شرایط در تبعید بسر برد. بعد از آن در مؤسسه انتشاراتی امیرکبیر در قسمت تبلیغات مشغول به کار شد و خدمات و هنر نمایی بسیار شایسته‌ای برای آن مؤسسه انجام داد.

## فعالیت در رادیو
منوچهر حدود ۱۰ سال در سازمان صدا و سیمای جمهوری اسلامی ایران برنامه جمعه ایرانی  تحت نظر فضل‌الله توکل سنتور نواخت  و در کنار هنرمندانی همچون منوچهر آذری، داوود منفرد , رضا عبدی، ایزد کاویانی، علی‌رضا جاویدنیا، فعالیت کرد.

## جمعه ایرانی - رادیو ایران
منوچهر امینیان نوازنده چیره‌دست و پیشکسوتی که نوای سنتور او در رادیو ماندگار خواهد ماند.
در نوروز سال ۱۳۹۰، که گفتگوهای کوتاهی با دست اندرکاران برنامه ضبط و پخش شد، پیامی نیز منوچهر امینیان داشت، که با هم می‌شنویم:
این برنامه جمعه۲۴ بهمن ۹۳ ساعت ۹:۰۰ از رادیو ایران موج اف ام ردیف ۹۰ مگاهرتز و موج AM ردیف ۹۰۰ کیلو هرتز پخش شد.

## مرجع کتاب‌ها
منوچهر در دو کتاب سیمای هنرمندان نوشته حبیب‌الله نصیری فر و در کتاب آموزش تنبک  نت نوشته‌های امیر ناصر افتتاح، و فریدون حلمی شرح کامل وی بیان شده است.

## درگذشت
منوچهر امینیان در مورخ ۱۵ بهمن ماه ۱۳۹۳ به دلیل مشکلات ریوی در حالی درگذشت که سرپناهی برای سکونت نداشت و شب‌ها را در مسافرخانه سر می‌کرد.

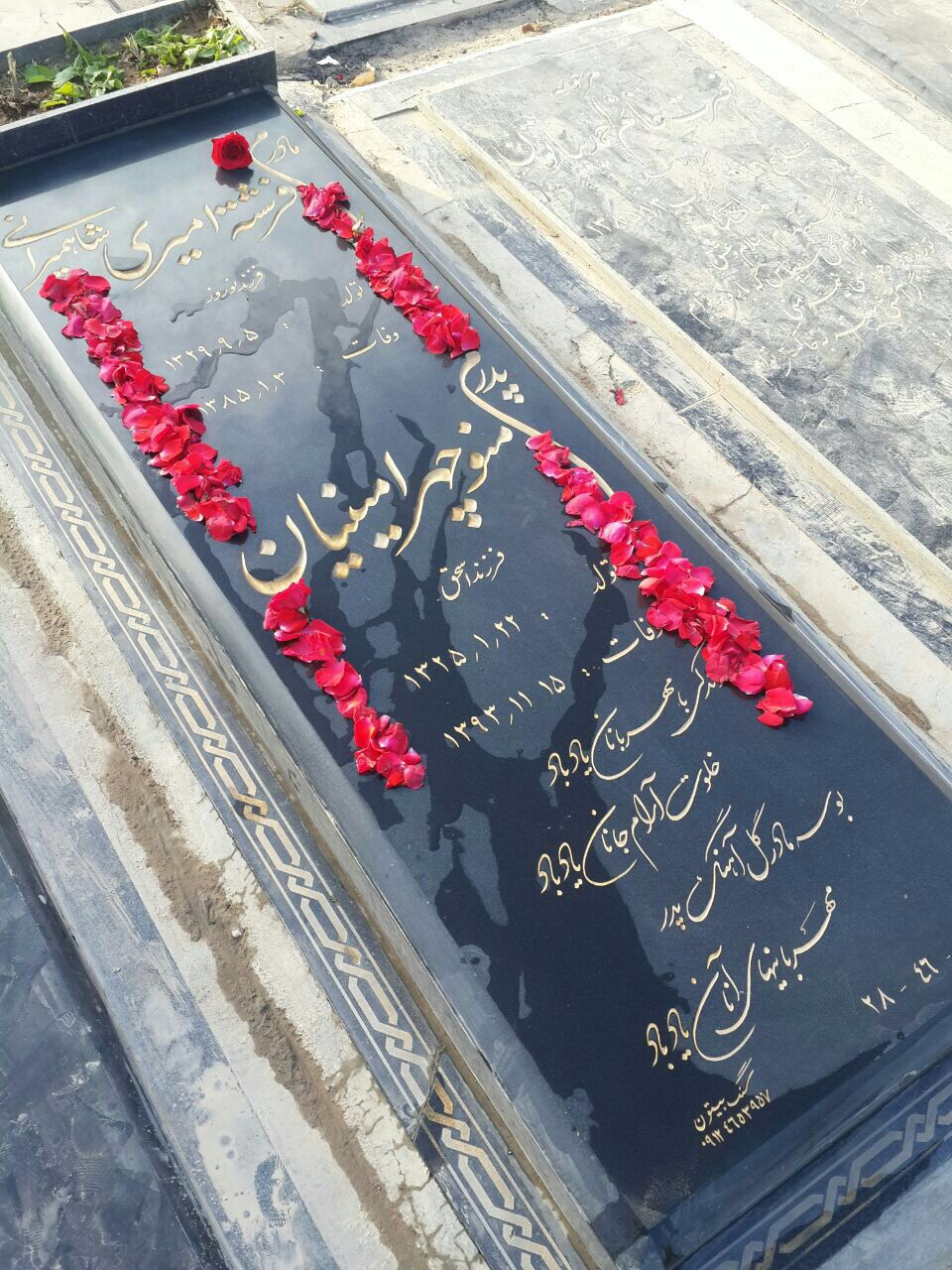
سنگ مزار منوچهر امینیان